# Кочнев Володимир Георгійович

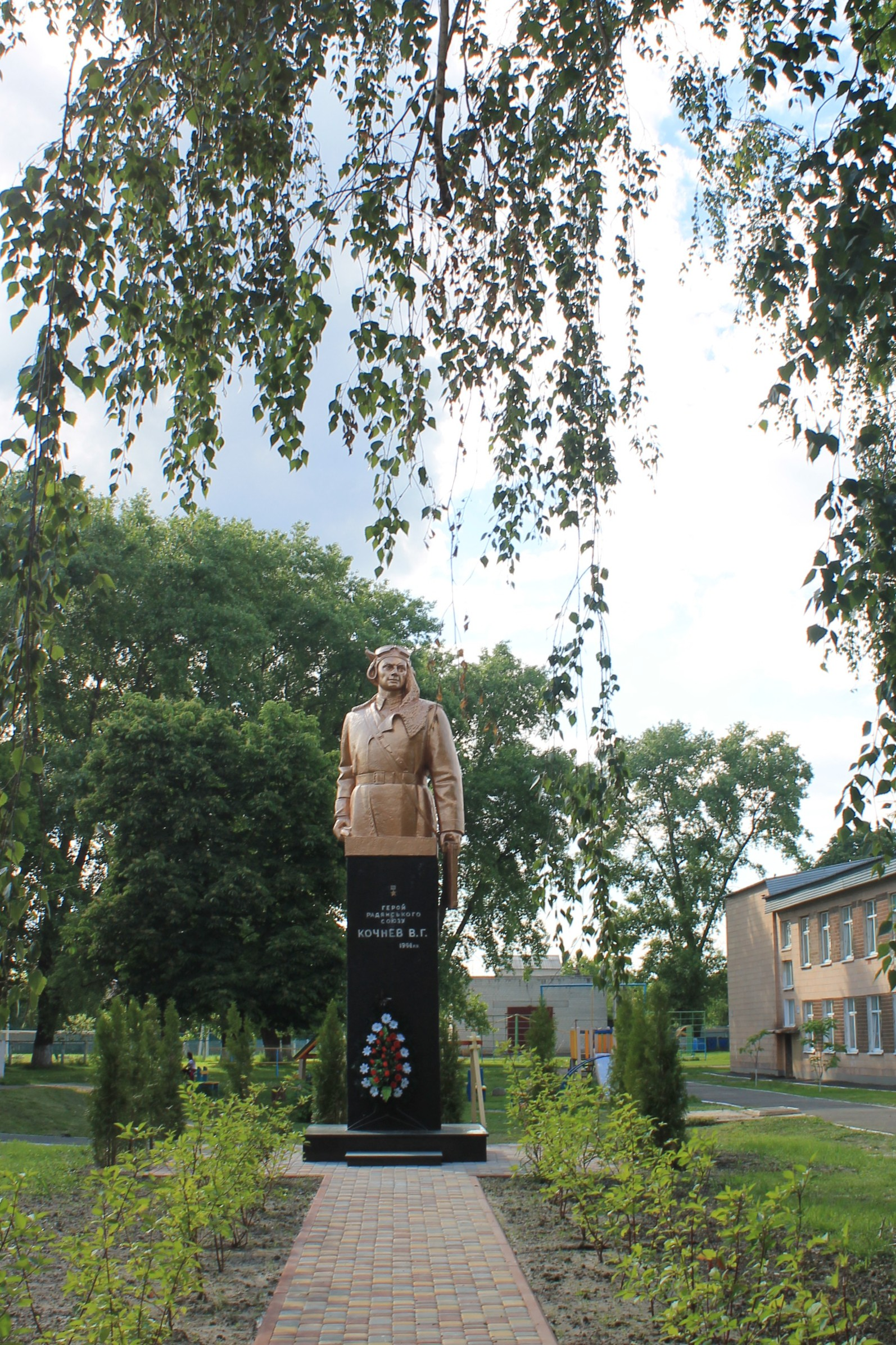
Пам'ятник у селі Велика Олександрівка

Володимир Георгійович Кочнєв (1914-1944) — капітан Робітничо-селянської Червоної Армії, учасник Німецько-радянської війни, Герой Радянського Союзу (1944).

## Біографія
Володимир Кочнєв народився 31 травня 1914 року на роз'їзді Товстий (нині — Слюдянський район Іркутської області). Після закінчення семи класів школи та школи фабрично-заводського учнівства працював слюсарем на Читинському вагоноремонтному заводі, одночасно навчався в аероклубі. У 1939 році Кочнєв закінчив Тамбовську школу Цивільного повітряного флоту, після чого працював льотчиком Хабаровського аеропорту. У вересні 1942 року він був відправлений на фронт.
До квітня 1944 року гвардії капітан Володимир Кочнєв був заступником командира ескадрильї 26-го гвардійського авіаполку 2-ї гвардійської авіадивізії 2-го гвардійського авіакорпусу АДД СРСР. До того часу він здійснив 197 бойових вильотів на бомбардування важливих об'єктів противника. 15 квітня 1944 року в районі Севастополя екіпаж Кочнєва успішно здійснив бомбардування, проте при посадці на своєму аеродромі через суцільну низьку хмарність літак не потрапив на злітно-посадкову смугу і звалився на землю. Весь екіпаж загинув під час вибуху. Кочнєв і його товариші були поховані в селі Велика Олександрівка Бориспільського району Київської області України.
Указом Президії Верховної Ради СРСР від 19 серпня 1944 року «за зразкове виконання бойових завдань командування на фронті боротьби з німецькими загарбниками і проявлені при цьому відвагу і геройство» гвардії капітан Володимир Кочнєв посмертно був удостоєний високого звання Героя Радянського Союзу. Також був нагороджений орденом Леніна, двома орденами Червоного Прапора, орденом Вітчизняної війни 1-го ступеня.